# Kanton Thônes
Der Kanton Thônes war von 1860 bis 2015 ein französischer Wahlkreis im Département Haute-Savoie. Er umfasste zehn Gemeinden; sein Hauptort (frz.: chef-lieu) war Thônes. Die landesweiten Änderungen in der Zusammensetzung der Kantone brachten im März 2015 seine Auflösung.

## Gemeinden
| Gemeinde                | Einwohner Jahr | Fläche km² | Bevölkerungsdichte | Code INSEE | Postleitzahl |
| ----------------------- | -------------- | ---------- | ------------------ | ---------- | ------------ |
| La Balme-de-Thuy        | 432 (2013)     | 17,8       | 24 Einw./km²       | 74027      | 74230        |
| Le Bouchet-Mont-Charvin | 237 (2013)     | 18,5       | 13 Einw./km²       | 74045      | 74230        |
| Les Clefs               | 606 (2013)     | 18,5       | 33 Einw./km²       | 74079      | 74230        |
| La Clusaz               | 1792 (2013)    | 40,6       | 44 Einw./km²       | 74080      | 74220        |
| Le Grand-Bornand        | 2195 (2013)    | 61,4       | 36 Einw./km²       | 74136      | 74450        |
| Manigod                 | 1008 (2013)    | 44,1       | 23 Einw./km²       | 74160      | 74230        |
| Saint-Jean-de-Sixt      | 1423 (2013)    | 12,2       | 117 Einw./km²      | 74239      | 74450        |
| Serraval                | 638 (2013)     | 19,7       | 32 Einw./km²       | 74265      | 74230        |
| Thônes                  | 6185 (2013)    | 52,3       | 118 Einw./km²      | 74280      | 74230        |
| Les Villards-sur-Thônes | 998 (2013)     | 13,3       | 75 Einw./km²       | 74302      | 74230        |